# NN-283
La carretera NN‑283 es una vía departamental secundaria ubicada en el departamento de Managua. Tiene una longitud de 11.72 kilómetros y conecta el balneario de Masachapa con el centro turístico de Montelimar, pasando por zonas rurales costeras. Fue construida entre los años 1991 y 1992, facilitando el desarrollo turístico del litoral del Pacífico.

## Trazado y cruces
La siguiente tabla muestra su recorrido, localidades y principales conexiones:
| km    | Localidad          | Departamento | Conexión / Ruta |
| ----- | ------------------ | ------------ | --------------- |
| 0.0   | Masachapa          | Managua      | NIC 8           |
| 5.3   | Zona costera rural | Managua      |                 |
| 11.72 | Montelimar         | Managua      |                 |